# سعید الرحمان (سیاستمدار)
سعید الرحمان (زاده: ۱۳۴۸ ولسوالی علینگار، ولایت لغمان) سیاستمدار افغانستانی و نماینده مردم لغمان در دوره پانزدهم مجلس نمایندگان افغانستان است.

## زندگی‌نامه
سعید الرحمان متولد ۱۳۴۸ از روستای لوکار ولسوالی علینگار ولایت لغمان افغانستان است. وی فارغ‌التحصیل دانشگاه دعوت و جهاد است.

## دیگر فعالیت‌ها
- استاد و رئیس ثقافت اسلامی در دانشگاه پلی تکنیک کابل.[۱]
- مسوول لیلیه/خوابگاه و استاد دارالایتام عبدالله عزام.[۱]
- رئیس و استاد دارالمعلمین لغمان.[۱]
- معاون مجمع جوانان دانشجو.[۱]